# Tolar, Texas
Tolar är en ort i Hood County i Texas. Vid 2010 års folkräkning hade Tolar 681 invånare.